# Maya (chef du trésor de Toutânkhamon)
Pour les articles homonymes, voir Maya.

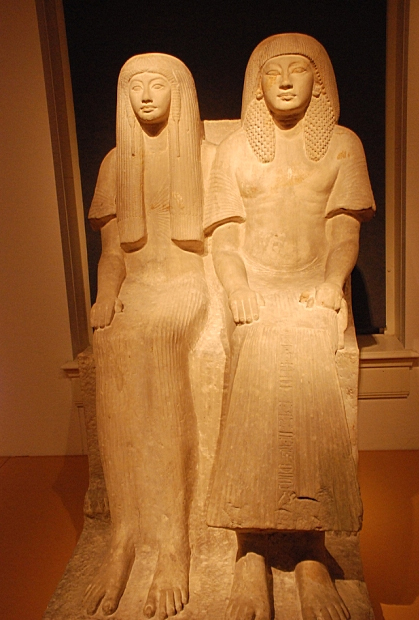
Vue de face de la statue de Maya et Merit

Maya est chef du trésor durant les règnes des pharaons Toutânkhamon, Aÿ et Horemheb (XVIIIe dynastie). Il est également un fonctionnaire important pressenti pour restaurer les sépultures de plusieurs pharaons dans la nécropole royale dans les années suivant les décès de Toutânkhamon et de Aÿ.
La statue de Maya et de sa femme Merit est au musée national des Antiquités à Leyde aux Pays-Bas depuis 1823. Il s'agit d'un ouchebti provenant de la tombe de Toutânkhamon.
Maya a perçu les taxes et effectué d'autres travaux pour ces pharaons, y compris la supervision de la préparation de leurs tombeaux. Le propre tombeau de Maya à Saqqarah a été partiellement fouillé en 1843 par l'archéologue Karl Richard Lepsius, et ses reliefs impressionnants ont été enregistrés dans des esquisses dont certaines ont été apportées à Berlin.

## Restauration de la tombe deThoutmôsisIV

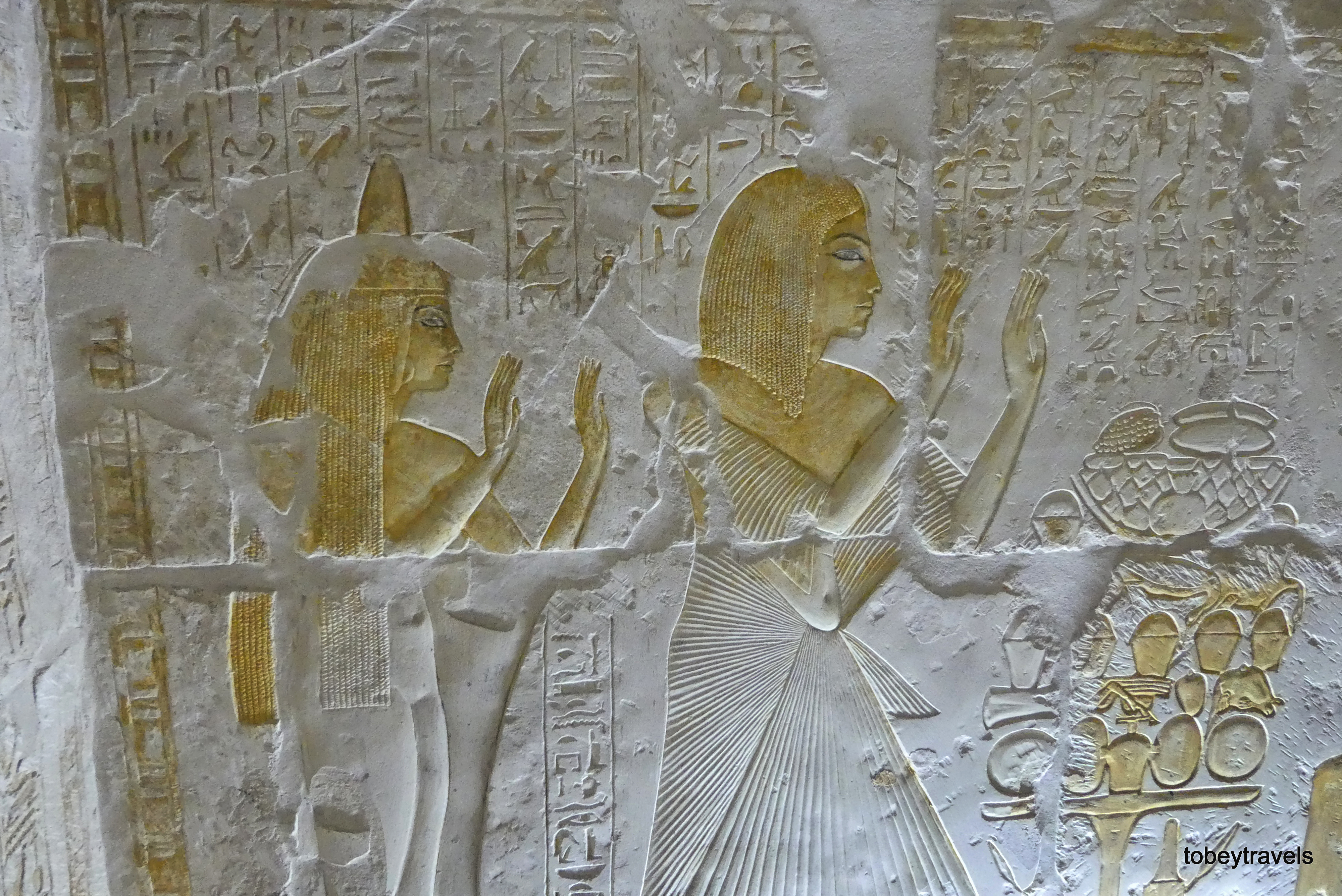
Relief de Maya et Meryt dans leur tombe de Saqqarah.

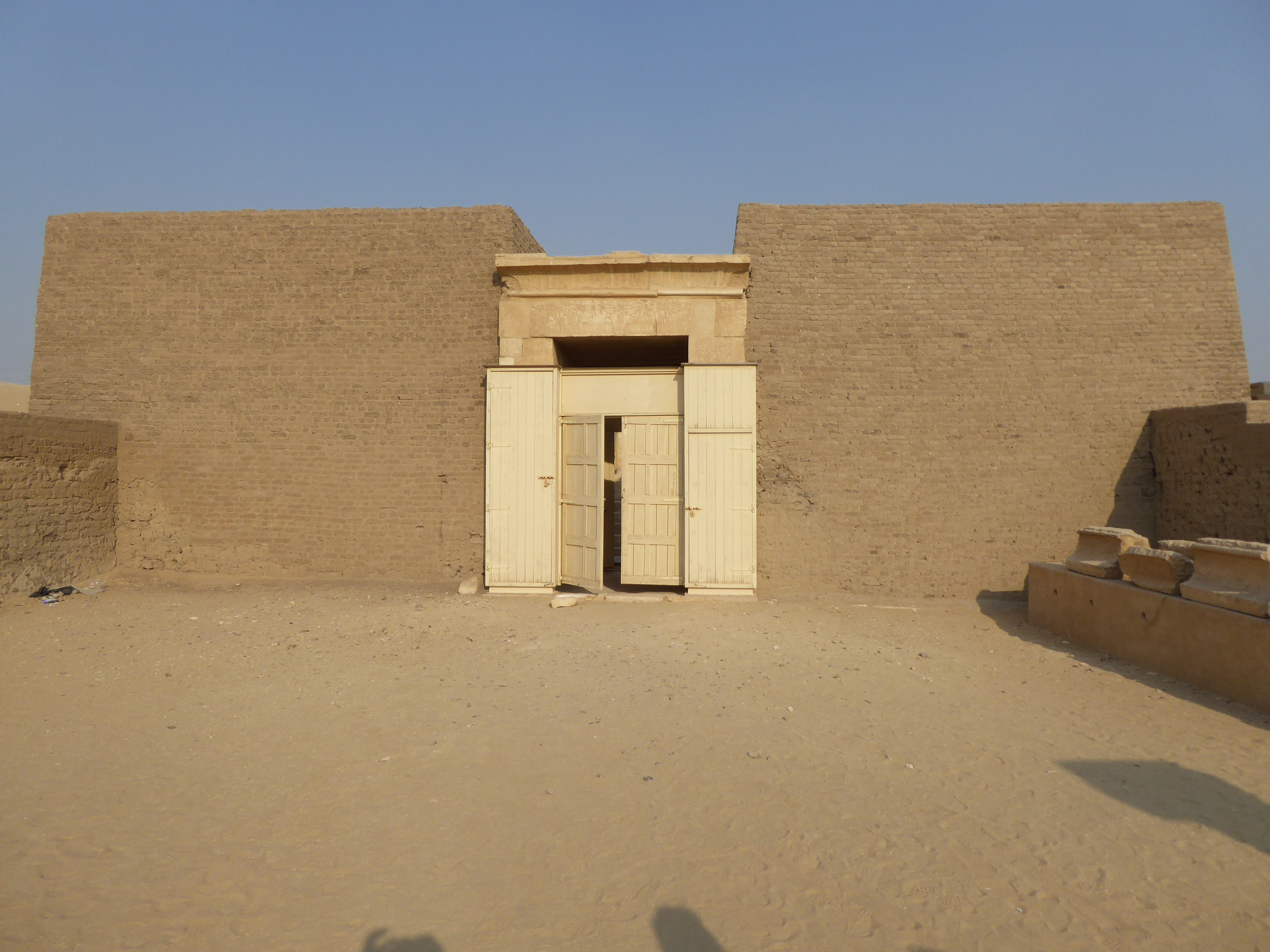
Vue extérieure du tombeau de Maya à Saqqarah.

Sur le mur droit de l'antichambre de la tombe de Thoutmôsis IV, deux inscriptions hiératiques sont écrites en noir. Elles concernent toutes deux l'inspection de la tombe par des fonctionnaires sous le règne d'Horemheb. La première inscription, la plus grande, est la suivante :

« An 8, 3e mois de la saison akhet, jour 1, sous la majesté du roi de Haute et Basse-Égypte, Djéserkhéperourê Setepenrê, fils de Rê Horemheb Méryamon. Sa majesté la vie ! la prospérité ! la santé ! a ordonné que le porteur de l'éventail à la droite du roi, le scribe du roi, le responsable du trésor, le responsable des travaux du lieu de l'éternité [c'est-à-dire de la nécropole royale] et responsable de la fête d'Amon à Karnak, Maya, fils du noble Iaouy, né de la dame de maison Oueret, est chargé de renouveler la sépulture du roi Menkheperourê, fidèle à sa voix, dans la noble demeure à l'ouest de Thèbes. »

La seconde inscription, à droite et légèrement plus haute que la grande, est beaucoup plus courte :

« Son assistant, l'intendant de la ville du sud, Djehoutymosê, dont la mère est Iniouhe de la ville (c'est-à-dire Thèbes). »

## Sépulture
Au fil du temps, la tombe se recouvre de sable, et sa localisation est perdue. En 1975, une expédition commune des archéologues de l'Egypt Exploration Society de Londres et du Rijksmuseum van Oudheden de Leyde aux Pays-Bas commence une fouille pour redécouvrir la tombe. Le 6 février 1986, ils réussissent finalement : le professeur Geoffrey T. Martin en collaboration avec le Dr Jacobus Van Dijk, représentant le musée de Leyde, découvrent la chambre funéraire de la tombe souterraine de Maya à Saqqarah à près de 18 mètres de profondeur.
Geoffrey Martin déclare : 
« Nous étions dans l'obscurité totale pendant environ 15 minutes ... Soudain, nous avons entrevu des reliefs merveilleux et avons été extrêmement surpris de nous trouver dans l'antichambre menant à une chambre funéraire. Mon collègue regarda une inscription sur un mur et dit : « Mon Dieu, c'est Maya »,. »
Le rapport des travaux de la première saison de fouilles de la tombe de Maya au début de 1987 indique que son tombeau est une version légèrement plus petite et simplifiée de [la tombe de Saqqarah] d'Horemheb. Une cour ouverte a une colonnade sur son côté ouest et des portes menant à trois salles à plafonds voûtés. À l'intérieur de la cour ont été trouvés des reliefs de très belle qualité et une statue de Maya et de sa femme. Les chambres funéraires souterraines sont pavées avec du calcaire et décorées avec des reliefs montrant Maya et sa femme en face des dieux.
La particularité de la tombe de Maya est qu'elle se trouve au-dessus d'une tombe de la IIe dynastie, datée plus spécifiquement du règne de Khâsekhemouy comme une empreinte de sceau à son nom l'indique. Elle devait appartenir à un membre de l'élite ou un membre de la famille royale de cette période. Cette tombe a par la suite été réutilisée à la Basse Époque.